# Gambrinus liga 2004-05
La Gambrinus liga 2004-05 fue la duodécima edición de la Gambrinus liga, la máxima categoría del fútbol profesional de la República Checa. El torneo se comenzó a disputar el día 7 de agosto de 2004 y finalizó el 28 de mayo de 2005. El AC Sparta Praga se adjudicó el campeonato por novena vez en su historia.

## Datos de los clubes
| Club                  | Ciudad             | Estadio                          | Capacidad |
| --------------------- | ------------------ | -------------------------------- | --------- |
| 1. FC Brno            | Brno               | Městský fotbalový stadion Srbská | 12.550    |
| 1. FC Slovácko        | Uherské Hradiště   | Městský fotbalový stadion        | 8.121     |
| AC Sparta Praga       | Praga              | Generali Arena                   | 20.854    |
| FC Baník Ostrava      | Ostrava            | Bazaly                           | 17.372    |
| FC Slovan Liberec     | Liberec            | Stadion u Nisy                   | 9.900     |
| FC Tescoma Zlín       | Zlín               | Letná Stadion                    | 6.375     |
| FK Chmel Blšany       | Blšany             | Městský Stadium                  | 2.300     |
| FK Drnovice           | Drnovice           | Sportovní areál                  | 6.616     |
| FK Jablonec nad Nisou | Jablonec nad Nisou | Střelnice Stadion                | 6.280     |
| FK Marila Příbram     | Příbram            | Na Litavce                       | 9.100     |
| FK Mladá Boleslav     | Mladá Boleslav     | Městský Stadion                  | 5.000     |
| FK Teplice            | Teplice            | Na Stínadlech                    | 18.221    |
| SFC Opava             | Opava              | Stadion v Městských sadech       | 7.758     |
| SK Sigma Olomouc      | Olomouc            | Andrův stadion                   | 12.566    |
| SK Slavia Praga       | Praga              | Eden Arena                       | 21.000    |
| SK České Budějovice   | České Budějovice   | Stadion Střelecký ostrov         | 6.681     |

## Sistema de competición
La Gambrinus liga 2004/05 estuvo organizada por la Federación de Fútbol de la República Checa.
Constó de un grupo único integrado por dieciséis clubes de toda la geografía checa. Siguiendo un sistema de liga, los dieciséis equipos se enfrentaron todos contra todos en dos ocasiones -una en campo propio y otra en campo contrario- sumando un total de 30 jornadas. El orden de los encuentros se decidió por sorteo antes de empezar la competición.
La clasificación final se estableció con arreglo a los puntos obtenidos en cada enfrentamiento, a razón de tres por partido ganado, uno por empatado y ninguno en caso de derrota. Si al finalizar el campeonato dos equipos igualaron a puntos, los mecanismos para desempatar la clasificación fueron los siguientes:
1. El que tenga una mayor diferencia entre goles a favor y en contra en los enfrentamientos entre ambos. (Gol average)
2. Si persiste el empate, se tiene en cuenta la diferencia de goles a favor y en contra en todos los encuentros del campeonato.
3. Si aún persiste el empate, se tiene en cuenta el mayor número de goles a favor en todos los encuentros del campeonato.

Si el empate a puntos es entre tres o más clubes, los sucesivos mecanismos de desempate fueron los siguientes: 
1. La mejor puntuación de la que a cada uno corresponda a tenor de los resultados de los partidos jugados entre sí por los clubes implicados.
2. La mayor diferencia de goles a favor y en contra, considerando únicamente los partidos jugados entre sí por los clubes implicados.
3. La mayor diferencia de goles a favor y en contra teniendo en cuenta todos los encuentros del campeonato.
4. El mayor número de goles a favor teniendo en cuenta todos los encuentros del campeonato.
5. El club mejor clasificado con arreglo a los baremos de fair play.

### Efectos de la clasificación
El equipo que más puntos sumó al final del campeonato fue proclamado campeón de liga y obtuvo el derecho automático a participar en la fase de grupos de la Liga de Campeones de la UEFA, el subcampeón se clasificó para la tercera ronda previa de esta misma competición. El tercer clasificado obtuvo el derecho a participar en la segunda ronda previa de la Copa de la UEFA. Los equipos clasificados en la cuarta, quinta y décima posiciones se clasificaron para disputar la Copa Intertoto.
El campeón de la Copa de la República Checa obtuvo la clasificación a la primera ronda de la Copa de la UEFA. Los clasificados en posición 15º y 16º descendieron directamente a la segunda categoría checa.

## Clasificación
|  |     | Equipos de fútbol       | PJ | PG | PE | PP | GF | GC | Dif | Pts |
|  | --- | ----------------------- | -- | -- | -- | -- | -- | -- | --- | --- |
|  | 1.  | AC Sparta Praga (C)     | 30 | 20 | 4  | 6  | 53 | 28 | +25 | 64  |
|  | 2.  | SK Slavia Praga         | 30 | 15 | 8  | 7  | 39 | 25 | +14 | 53  |
|  | 3.  | FK Teplice              | 30 | 14 | 11 | 5  | 36 | 27 | +9  | 53  |
|  | 4.  | SK Sigma Olomouc        | 30 | 15 | 6  | 9  | 39 | 34 | +5  | 51  |
|  | 5.  | FC Slovan Liberec       | 30 | 14 | 10 | 6  | 45 | 26 | +19 | 46  |
|  | 6.  | FK Jablonec 97          | 30 | 12 | 9  | 9  | 33 | 27 | +6  | 45  |
|  | 7.  | FC Baník Ostrava        | 30 | 9  | 10 | 11 | 33 | 36 | -3  | 37  |
|  | 8.  | FK Drnovice             | 30 | 9  | 8  | 13 | 30 | 34 | -4  | 35  |
|  | 9.  | FC Marila Příbram       | 30 | 9  | 8  | 13 | 30 | 41 | -11 | 35  |
|  | 10. | FC Tescoma Zlín         | 30 | 7  | 12 | 11 | 29 | 35 | -6  | 33  |
|  | 11. | 1. FC Brno              | 30 | 9  | 6  | 15 | 30 | 42 | -12 | 33  |
|  | 12. | FK Chmel Blšany         | 30 | 7  | 11 | 12 | 25 | 38 | -13 | 32  |
|  | 13. | 1. FC Slovácko          | 30 | 10 | 14 | 6  | 30 | 22 | +8  | 32  |
|  | 14. | FK Mladá Boleslav       | 30 | 6  | 13 | 11 | 26 | 35 | -9  | 31  |
|  | 15. | SK České Budějovice (D) | 30 | 6  | 7  | 17 | 28 | 39 | -11 | 25  |
|  | 16. | SFC Opava (D)           | 30 | 5  | 9  | 16 | 25 | 42 | -17 | 18  |

PJ = Partidos jugados; PG = Partidos ganados; PE = Partidos empatados; PP = Partidos perdidos; GF = Goles a favor; GC = Goles en contra; Dif = Diferencia de goles; Pts = Puntos
|  | Clasificado para la fase de grupos de la Liga de Campeones de la UEFA 2005-06       |
|  | Clasificado para la tercera ronda previa de la Liga de Campeones de la UEFA 2005-06 |
|  | Clasificado para la primera ronda de la Copa de la UEFA 2005-06                     |
|  | Clasificado para la segunda ronda previa de la Copa de la UEFA 2005-06              |
|  | Clasificado para la Copa Intertoto de la UEFA 2005                                  |
|  | Desciende a la Druhá liga                                                           |

| (C) Campeón    |
| (D) Descendido |

## Máximos goleadores
| Jugador         | Goles | Equipo              |
| --------------- | ----- | ------------------- |
| Tomáš Jun       | 14    | AC Sparta Praga     |
| Luděk Zelenka   | 12    | 1. FC Brno          |
| Stanislav Vlček | 10    | SK Slavia Praga     |
| Jiří Mašek      | 10    | FK Teplice          |
| Marek Kulič     | 9     | SK České Budějovice |
| Michal Pospíšil | 9     | FC Slovan Liberec   |